# Cylisticus orientalis
Cylisticus orientalis là một loài chân đều trong họ Cylisticidae. Loài này được miêu tả khoa học năm 1939 bởi Borutzkii.